# Grassimuseum

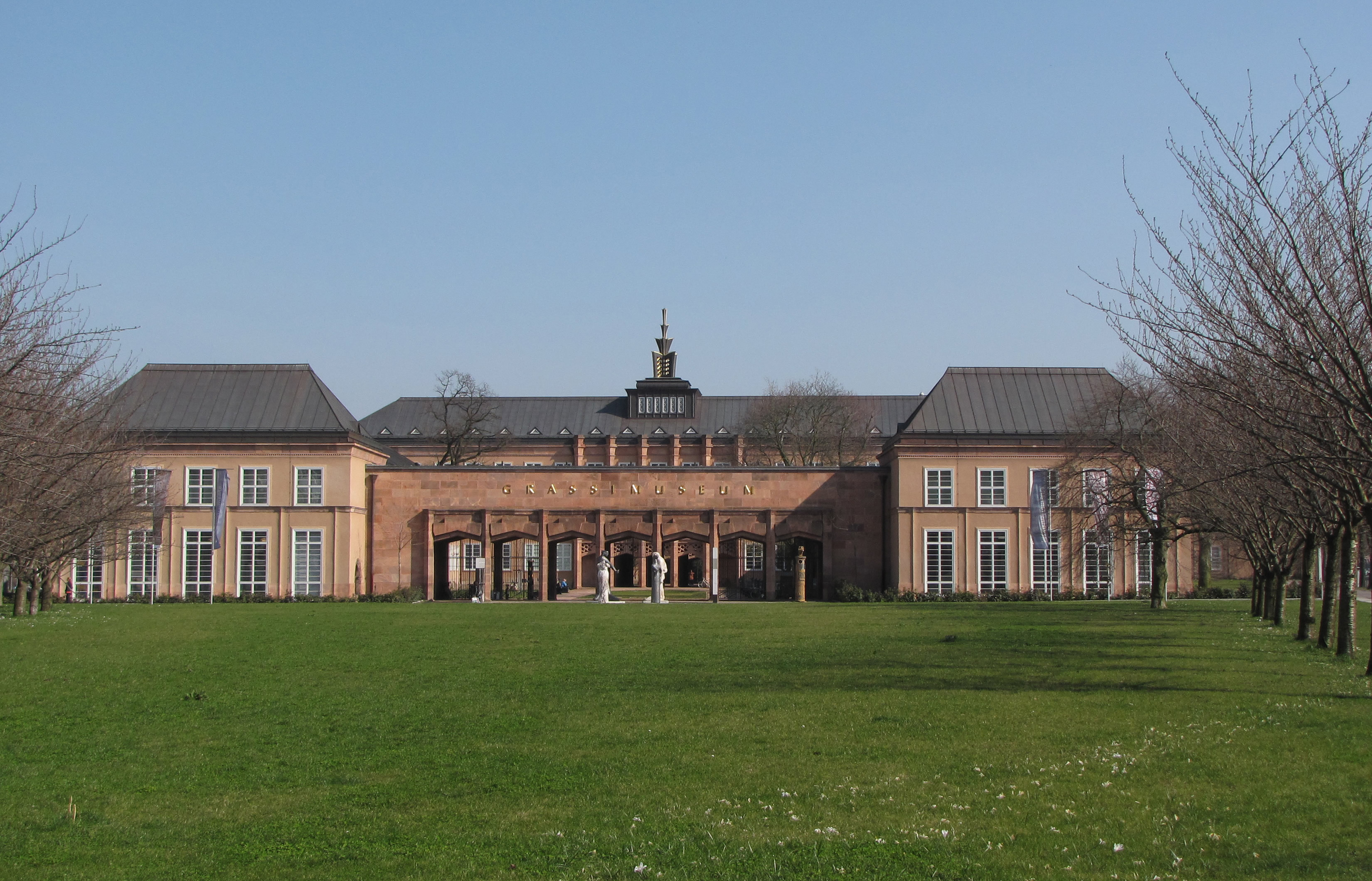
Vooraanzicht van het Grassimuseum

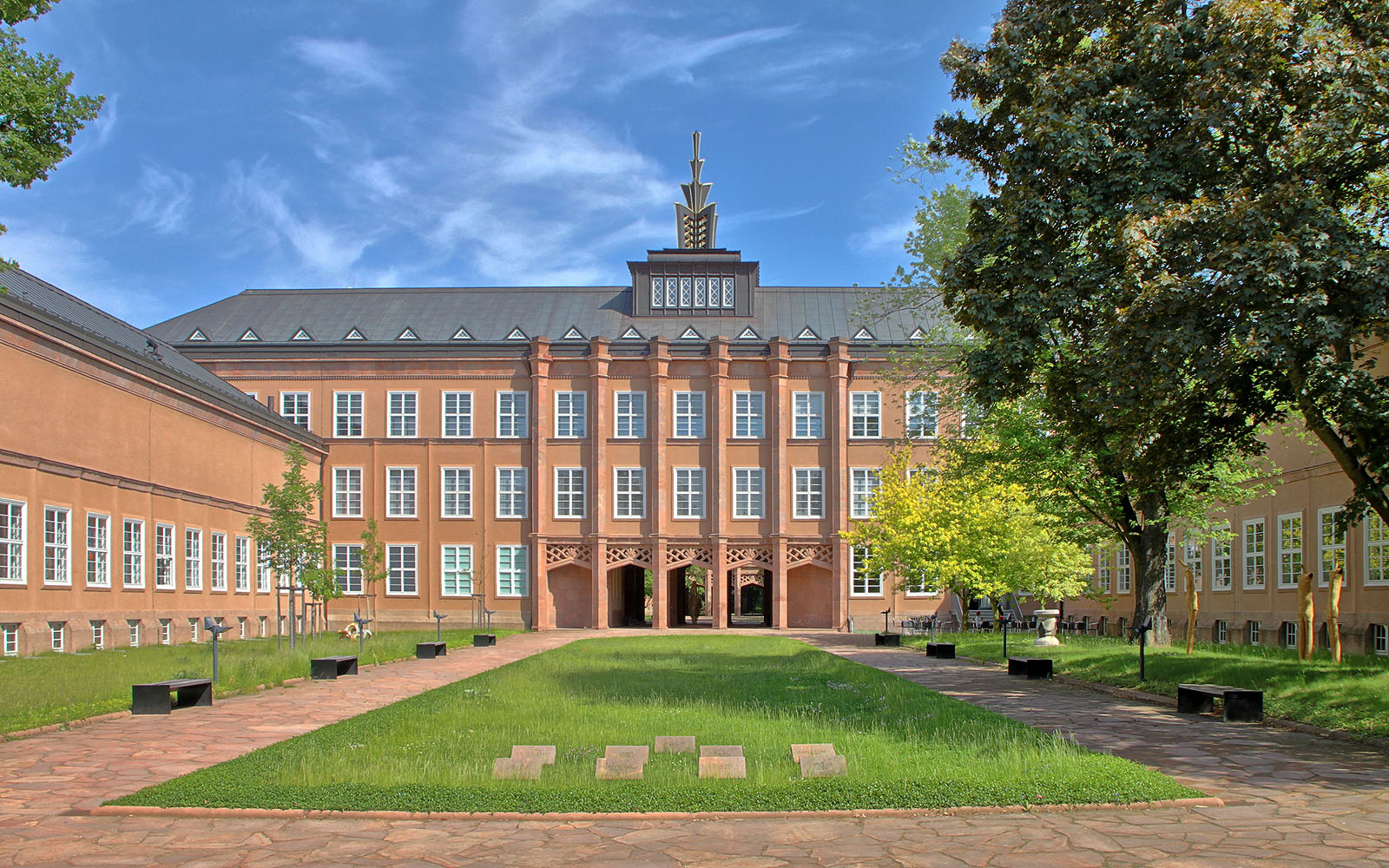
Binnenhof

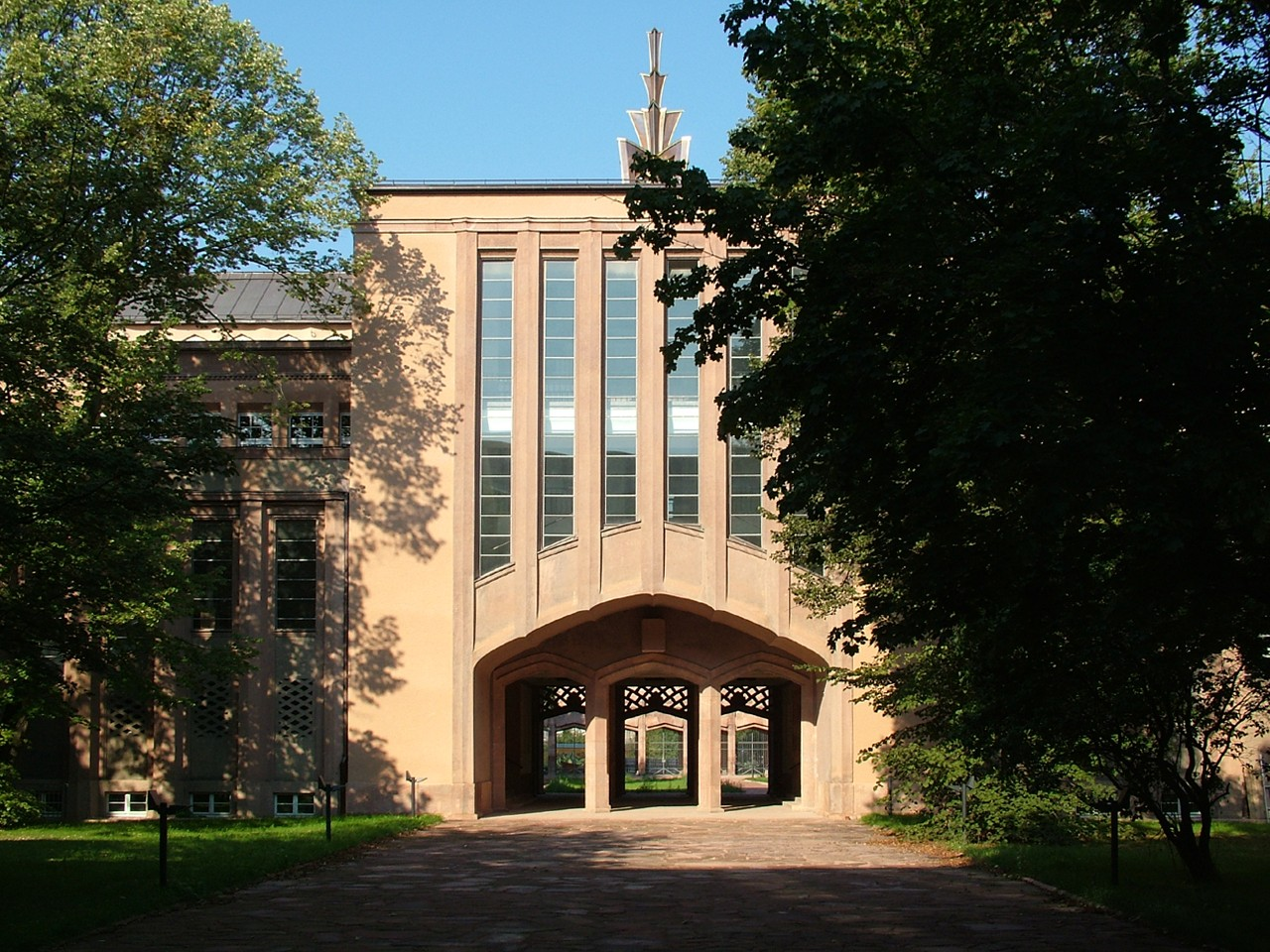
Binnenhof

Het Grassimuseum is een gebouwencomplex in Leipzig waarin drie musea zijn gehuisvest: het Muziekinstrumentenmuseum, een etnografisch museum en een museum voor toegepaste kunst.
Het museum draagt de naam van Franz Dominic Grassi (1801-1880), een zakenman uit Leipzig met Italiaanse wortels. Na zijn dood liet Grassi de stad een aanzienlijk bedrag na, waarmee verschillende bouwprojecten werden gerealiseerd, waaronder dit museum.  